# سان فيسينت دي الكنتارا
بلدية سان فيسينت دي الكنتارا (بالإسبانية: San Vicente de Alcántara)‏, هي إحدى بلديات مقاطعة بطليوس, التي تقع في منطقة إكستريمادورا, والتي تقع في غرب إسبانيا.
يبلغ عدد سكانها 5.908 نسمة وفقاً لإحصائية سنة (2002).